# سباق طواف فرنسا 1961
سباق طواف فرنسا 1961 من سلسلة سباقات سباق طواف فرنسا. أقيم هذا السباق في تاريخ 25 يونيو - 16 يوليو 1961 على 21 (22 including split stages) مراحل. بعد مرور 122 ساعة و01 دقيقة و33 ثانية وبعد طي 4397 كم بمتوسط 36.033 كم في الساعة فاز بالميدالية الذهبية جاك أنكويتيل من فرنسا، فيما حصد غويدو كارليسي من إيطاليا الميدالية الفضية، وكانت الميدالية البرونزية من نصيب تشارلي غاول من لوكسمبورغ.

## الميداليات
| ذهب                 | فضة                     | برونز                   |
| جاك أنكيتيل - فرنسا | غويدو كارليسي - إيطاليا | تشارلي غاول - لوكسمبورغ |